# Akira Schmid
Akira Schmid (Berna, Suiza, 12 de mayo de 2000) es un jugador profesional suizo de hockey sobre hielo que se desempeña en la posición de guardameta en New Jersey Devils, equipo de la National Hockey League (NHL).

## Carrera
Fue seleccionado en la quinta ronda en la NHL Entry Draft de 2018. En 2021 hizo su debut profesional con el equipo New Jersey Devils, donde lleva jugando tres temporadas.